# Eugène de Barrau
Pour les articles homonymes, voir Barrau.
 (mai 2025).
Paulin Eugène de Barrau (né le 27 avril 1801 (7 floréal an IX) à Rodez et mort le 5 mars 1887 à Carcenac), est un notable français d'opinion légitimiste, il est également essayiste politique, historien et mémorialiste.

## Études, professions, mariage
Eugène de Barrau est l'un des frères d'Hippolyte de Barrau et d'Adolphe de Barrau. 
Il est d'abord surnuméraire puis receveur de l'Enregistrement en Aveyron, mais il est révoqué en 1830 pour ses opinions politiques légitimistes.
Durant deux ans il est le secrétaire particulier de son cousin germain Auguste de Balsac alors préfet de la Moselle, puis il part à Toulouse passer sa licence en droit et s'inscrit quelque temps au barreau de Rodez comme avocat.
Il est également historien. 
Eugène de Barrau épouse en 1839 Coralie Manzon, fille d'Anicet Manzon et de Marie Thérèse de Catellan-Caumont. Coralie était veuve d'Henri de Séguret qui avait été de son vivant président du tribunal de Rodez et député de l'Aveyron. Après son mariage Eugène de Barrau mène une vie de rentier. Par sa femme il est proche parent avec Louis de Guizard, préfet et député de l'Aveyron.

## Un notable d'opinion légitimiste
Eugène de Barrau est d'opinion légitimiste. En Aveyron, il anime ce mouvement politique avec son frère Hippolyte, son cousin Auguste de Balsac, M. d'Albis du Salze, le docteur Viallet. Il a consigné dans des carnets qui ont été publiés le récit de ses voyages à travers différents pays européens pour se rendre auprès du « comte de Chambord », prétendant légitimiste aux trônes de France et de Navarre, alors en exil. 
En mai 1843 il rend visite à ce prince à Goritz. 
Afin de promouvoir ses opinions il fonde en 1845 L'Écho de l'Aveyron, journal d'opinion légitimiste dont il est le rédacteur. Il participe également à la rédaction de La Gazette du Rouergue, autre journal légitimiste qui avait été fondé en 1831 par son frère Hippolyte de Barrau. 
Étant à Paris lors du coup d'État du 2 décembre 1852 par celui qui allait devenir Napoléon III il se voit confier par les chefs du parti royaliste une mission confidentielle auprès du « comte de Chambord ». Il accomplit cette mission dans le courant de ce mois là accompagné de l'un de ses amis le député Dalbis du Salze. Le prince et sa famille vivent alors à Prague. Il écrit dans ses Mémoires : « (…) parmi les personnes politiques que j'eus l'occasion de voir, Monsieur le duc des Cars, fut en première ligne, causant un jour avec lui, je lui témoigne que sans la rigueur de la saison, j'aurai peut-être entrepris d'aller chercher près du représentant de notre principe monarchique, quelques consolations à tout ce qui s'accomplissait dans les destinées du pays ; il me dit que pour le cas où je m'y déciderai, je recevrai une mission qui ne pouvait se transmettre qu'oralement et par personne sûre. L'idée d'être de quelque utilité à ma cause me détermina très vite, et la nuit suivante j'avais pris mon parti (…). (...). Celle-ci [l'audience] fut courte, le prince me chargea en peu de mots de sa réponse verbale au message verbal que j'avais rempli près de lui, (...). »
Lors de ses visites auprès du prince il est reçu en audience, en promenade, mais aussi à dîner : « J'avais eu l'honneur de dîner à la gauche du roi, cette place fut donnée cette fois à mon ami Dalbis, et celle qu'il avait occupé près de la reine me fut donnée ; La reine fut pleine de bonté pour moi, et causa avec la simplicité touchante, comme aurait pu le faire la plus simple châtelaine : elle parla de sa famille, des épreuves que les derniers troubles révolutionnaires lui avait imposé, elle parla des enfants de madame la princesse de Lucques et de son dernier né qui était son favori, parce qu'il ressemblait beaucoup à Henry V, qu'elle appela tout simplement, son mari. »
Parmi ses nombreuses relations, il rencontrera M. de Saint-Priest, l'avocat Berryer, ...
En 1863 le journal L'Écho de l'Aveyron s'arrête de paraître.
Lettre de 1869 du « comte de Chambord » le mentionnant : « J'ai lu avec le plus grand intérêt la lettre de notre excellent ami le baron de Balzac au sujet des dernières élections. S'il y a lieu de s'affliger du peu d'énergie des caractères, il y a cependant lieu de se consoler en voyant combien les sentiments religieux sont restés profondément gravés dans le cœur des habitants de l'Aveyron. Je compte plus que jamais sur l'inaltérable dévouement du baron de Balzac et de Monsieur de Barrau, comme ils peuvent compter eux-mêmes sur ma vive gratitude et ma constante affection. HENRY. Frohsdorf le 3 juillet 1869. »
À partir des années 1870 et la chute du Second Empire, Eugène de Barrau fonde des comités légitimistes en Aveyron et s'occupe du journal Le Peuple par lequel ces comités expriment leurs convictions auprès du grand public : « Le Peuple est fondé en 1871 par l'abbé Vernhet, missionnaire apostolique. Ce journal, dont il est à la fois propriétaire, directeur et rédacteur en chef, voit le jour à Saint-Affrique où il paraît jusqu'en 1875, avant d'être transféré à Rodez où son impression est assurée jusqu'en 1879, date de sa disparition définitive. Cet organe vendu en moyenne à un peu plus de quatre cents exemplaires apparaît comme le journal le plus résolument royaliste du moment. »
Il cessera ses activités politiques à la mort du « comte de Chambord » en 1883.

## Ses principaux travaux
(liste non exhaustive)
- Documents contemporains de la Terreur en Rouergue
- 1789 en Rouergue - Étude historique et critique des institutions électorales de l'ancien et du nouveau Régime[18]
- L'Époque révolutionnaire en Rouergue - Étude historique (1789-1801) (avec son frère Hippolyte de Barrau et son neveu Fernand de Barrau)
- Critique sur les anciennes institutions religieuses et civiles. Réponse à l'auteur des Lettres à mes neveux
- Notice historique et descriptive de l'ancienne abbaye de Conques
- Le siège du  château de Balsac à partir d'une chronique de 1660
- De la réforme électorale[19]
- Étude sur l'organisation du suffrage de tous les contribuables, suivant le principe de l'égalité proportionnelle et les lois de la capacité

## Mandats politiques
- Élu au Conseil général de l'Aveyron en 1849 dont il est un temps secrétaire. Il démissionne en 1852.
- Élu conseiller municipal de Valady en 1870

## Autres activités et fonctions
(liste non exhaustive)
- Élu en 1868 président de l'association aveyronnaise des créanciers de Decazeville
- Élu vice-président de la Société des lettres, sciences et arts de l'Aveyron (1871-1887). Il avait été admis au sein de cette Société dès sa fondation[20].
- Membre du comité d'organisation et président de la cinquième section chargée des questions dans les domaines de la philosophie, littérature, économie sociale, jurisprudence et beaux-arts de la quarantième session du congrès scientifique de France en 1874 à Rodez